# Балаганнах (Олёкминский район)
Балаганна́х (якут. Балаҕаннаах) — село в Олёкминском районе Республики Саха (Якутия) России. Входит в состав Хоринского наслега.

## География
Село находится в юго-западной части Якутии, в пределах левобережной части долины реки Лена, при впадении в неё реки Намана, на расстоянии 42 км от города Олёкминск, административного центра района.
Климат
Климат характеризуется как резко континентальный. Средняя температура воздуха самого тёплого месяца (июля) составляет 18 °C; самого холодного (января) — −30 − −35 °C. Среднегодовое количество атмосферных осадков составляет 200—300 мм.

## История
Согласно Закону Республики Саха (Якутия) от 30 ноября 2004 года N 173-З N 353-III село вошло в образованное муниципальное образование Хоринский наслег.

## Население
| 2002 | 2010 | 2021 |
| ---- | ---- | ---- |
| 76   | ↘71  | ↘57  |

Национальный состав
Согласно результатам переписи 2002 года, в национальной структуре населения якуты составляли 92 % из 76 чел.

## Улицы
В селе имеется одна улица: Балаганнах.

## Транспорт
Автозимник Олекминск — Урицкое.